# 당백전
당백전(當百錢)은 조선 말기인 1866년(고종 3년)에 흥선대원군이 경복궁 중건을 목적으로 부족한 국가 재원을 채우기 위해 주조한 화폐다. 화폐의 앞면에는 한자로 상평통보(常平通寶)라는 글자가 있으며, 뒷면에는 호조에서 발행한 상평통보 100개의 가치가 있는 화폐라는 뜻의 호대당백(户大當百)이라는 글자가 있다. 1866년 11월부터 1867년 4월까지 금위영에서 주조했다.
당백전의 법정 가치는 일반 상평통보(당일전)의 100배에 해당하였으나, 실제 가치는 5~6배에 불과하였다. 경복궁을 중수하는 데는 당시로 많은 경비가 소요되었다. 이를 타개하기 위해 김병학 등의 건의로 주조에 들어가 그해 11월부터 사용하였다. 그러나 당시 화폐가치가 20% 이상 떨어지는 등 부작용이 발생하자 이듬해 주조를 중단했다. 총 1,784,038개가 주조됐다고 알려졌다.

## 역사

### 발행
당백전을 주조하게 된 가장 큰 이유는 당시 조정의 재정 악화에 있었다. 흥선대원군은 실추된 왕실의 권위를 다시 세우고자 경복궁을 중건하기로 했으며 외세의 문호 개방 요구에 대응하기 위해 국방력을 강화하려 했지만, 당시 조선은 재정난을 겪었다. 한편 흥선대원군은 집권 초기에 갑산군의 구리 광산을 폐쇄하는 등 화폐 경제를 부정하는 정책을 펼쳐 중앙 집권적 통치 체제를 확립하려 했는데, 이에 따라 주화를 만들 소재가 부족해졌다. 따라서 조정에서는 계획을 달성하기 위해서 고액 화폐가 필요했고, 흥선대원군은 액면가가 100 문에 해당하는 당백전을 주조하기로 했다. 당백전의 활발한 유통을 위해 각 관청의 지출 및 수납을 당일전 ⅓, 당백전 ⅔의 비율로 집행하도록 했고, 1868년 2월에는 100 문이 넘는 모든 공·사 거래에서는 당백전을 쓰게끔 했다.

### 문제
당백전은 여러 문제가 있었다. 먼저 100 문은 일반인들이 쓰기에는 너무 큰 단위였다. 또한 액면가와 실제 가치가 크게 달랐다. 당백전의 액면가는 100 문이었으나 실제 가치는 5~6문에 지나지 않았다. 게다가 조정에서도 당백전을 물품 구입의 수단으로만 쓰고 세금을 걷을 때에는 받아들이지 않았기 때문에 공신력을 얻지 못했다. 이와 같은 문제점 때문에 당백전을 계속 발행할수록 초인플레이션이 일어났다. 1866년 12월경에는 쌀 한 석당 700 문 정도였는데 1867년에는 4000 문 이상으로 급등했다. 상평통보를 녹여 당백전을 위조하는 사람도 나타났다. 상평통보를 가진 사람은 당백전을 가진 사람과 거래하기를 꺼렸고, 시장에서는 상평통보가 자취를 감추었다. 그레셤의 법칙에 따라 당백전이 악화(惡貨), 상평통보가 양화(良貨)가 돼 시중에서는 당백전만이 유통됐으며 화폐가치가 크게 떨어지는 혼란이 일어났다.
당백전은 1835년에 에도 막부가 재정난을 타개하고자 주조한 천보통보 100 문 주화, 1853년에 청나라에서 태평천국의 난의 영향으로 주조한 100 문 주화, 1863년에 류큐국에서 발행한 유구통보 100 문 주화, 응우옌 왕조에서 주조한 사덕보초 고액 주화와 비슷한 시기에 도입됐다. 이 주화들은 모두 물가 상승을 불러일으켰다.

### 폐지
당백전의 주조는 1867년에 중지됐고, 그로부터 한 달 뒤에는 밀수입된 청나라 화폐의 유통이 합법화됐다. 이듬해에 사헌부 장령 최익현이 당백전의 발행에 따른 물가 상승과 재정 파탄을 지적하는 상소를 올려 당백전의 유통 또한 중지됐다. 유통되었던 당백전은 당일전이나 청나라 화폐로 교환해 주었으며, 환수한 당백전은 철재로 썼다. 결국 왕조를 재건하고자 발행한 당백전이 오히려 왕조의 몰락을 재촉했다. 실질 가치가 당일전의 ⅓에 지나지 않는 가경통보, 도광통보, 동치통보 등의 청나라 화폐가 당일전과 같은 값으로 유통됐고, 이에 따라 화폐 가치는 더욱 떨어졌다. 1874년에 청나라 화폐의 유통이 금지됐으나 이로 화폐 유통량이 급격하게 줄어들어 재정 활동이 부진해지고 많은 사람이 실업자가 되는 폐단이 일어났다.
당백전을 폐지한 뒤 조정은 1883년에 당오전을 발행했다. 하지만 당오전 또한 널리 쓰이지 않았으며, 액면가 그대로 유통되지 않고 당일전과 비슷한 가치로 쓰였다. 이는 결국 화폐 제도에 혼란을 일으켜 당시의 사회경제적 문제를 심화시키는 원인이 됐다.

## 사진
당백전
- 당백전
- 당백전
- 당일전, 당이전, 당오전, 당백전
- 당백전, 천보통보 100문, 사덕보초 60문

## 같이 보기
- 한국은행

## 참고 자료
- 이 문서에는 다음커뮤니케이션(현 카카오)에서 GFDL 또는 CC-SA 라이선스로 배포한 글로벌 세계대백과사전의 내용을 기초로 작성된 글이 포함되어 있습니다.